# Schnattern (Gestratz)
Schnattern (westallgäuerisch: Schnatərə) ist ein Gemeindeteil der Gemeinde Gestratz im bayerisch-schwäbischen Landkreis Lindau (Bodensee).

## Geographie
Der Weiler liegt circa zwei Kilometer nordöstlich des Hauptorts Gestratz und zählt zur Region Westallgäu.

## Ortsname
Der Ortsname bezieht sich auf den Familiennamen Snatere und bedeutet somit Siedlung des Snater. Möglich sind auch das schwäbische Wort Schnatteren für Moosbeere oder das althochdeutsche Wort snateren für schnattern.

## Geschichte
Schnattern wurde erstmals im Jahr 1229 mit Conrado Snatere urkundlich erwähnt. 1804 fand die Vereinödung des Orts mit zwei Teilnehmern statt. Schnattern gehörte einst dem Gericht Grünenbach in der Herrschaft Bregenz an.

### Burgstall Schnattern
Im Ort befindet sich das heutige Bodendenkmal des ehemaligen Burgstalls Schnattern. Sie diente als Burg bregenz-montfortischer Dienstmannen und ab dem 14. Jahrhundert als Nebensitz der Herren von Horben. 1935 wurde ein merkt'scher Gedenkstein am Burgstall aufgestellt.

## Baudenkmäler
Siehe: Liste der Baudenkmäler in Schnattern